# Oscar Zariski
Oscar Zariski   (Kóbriny, 24 d'abril de 1899 - Brookline, 4 de juliol de 1986) va ser un matemàtic rus de naixement, emigrat als Estats Units.

## Vida i Obra
Zariski va néixer en una família jueva a Kobrin, quan aquesta ciutat estava sota sobirania de l'Imperi Rus. El seu nom de naixement era О́шер Зари́цкий (Óixer Zaritski), però quan estudiava a Roma el va occidentalitzar per convertir-lo en el nom pel que és normalment conegut: Oscar Zariski. Va ser jueu per naixement, rus per cultura, polonès per passaport, italià per educació i nord-americà per residència i, segons les seves paraules, mai es va sentir més confortable amb una nacionalitat que amb una altra. El seu pare va morir quan només tenia dos anys i la seva mare, una notable emprenedora que va arribar a ser una de les famílies més riques de Kobrin, el va educar amb tutors particulars de rus i aritmètica abans d'entrar a l'escola elemental secular. Zariski va fer la seva escolarització a Kobrin, a Vladímir-Volinski i, finalment a Txernígov, fugint de l'avanç de les tropes alemanyes durant la Primera Guerra Mundial.
El 1918 va ingressar a la universitat de Kíiv. També es va afiliar a un partit polític socialista i sionista que feia costat als bolxevics. El 1920 va ser ferit en una manifestació a Kíev i, després de recuperar-se, va tornar a Kobrin que, d'acord als tractats de pau, era ara una ciutat de Polònia. Va decidir acabar els estudis universitaris a Itàlia i l'any següent va anar a la universitat de Roma, que era un centre important de geometria algebraica. El 1924 va obtenir el doctorat sota la direcció de Guido Castelnuovo. Durant els anys següents, tot i que la seva dona (una italiana de nom Yole Cagli) era docent i ell obtenia alguns ingressos de classes particulars, continuaven depenent econòmicament dels seus pares respectius.
El 1927 van abandonar Itàlia pels Estats Units; per una banda, la mala situació del jueus sota el govern feixista i, per altra, la dificultat per obtenir una plaça a la docència universitària van ser els motius principals d'aquesta decisió. Aquest mateix any va ser nomenat professor de la universitat Johns Hopkinsi els deu anys següents va estar fent viatges freqüents a Princeton per treballar amb un altre jueu rus emigrat: Solomon Lefschetz. El curs 1945-46 va ser professor de la universitat de São Paulo, on va tenir oportunitat de treballar amb André Weil. En retornar als Estats Units, va ser professor un any a la universitat d'Illinois a Urbana-Champaign i el 1947 va ser contractat per la universitat Harvard on va romandre fns la seva jubilació el 1969.
Les seves Obres Escollides (Collected Papers) van ser publicades en quatre volums en els anys 1972, 1973, 1978 i 1979. Zariski va ser pioner en els seus treballs de geometria algebraica, camp en el que va ser la principal autoritat mundial en els anys 1940's i 1950's. Els últims quinze anys de la seva vida, ja jubilat, els va dedicar a l'estudi del problema de l'equisingularitat. Zariski és recordat per un bon nombre de conceptes geomètrics o topològics que porten el seu nom: des de la fonamental topologia de Zariski, fins al teorema de Zariski.